# Quark (programma televisivo)
Quark - Viaggi nel mondo della scienza è stato un programma televisivo di divulgazione scientifica ideato e condotto da Piero Angela, trasmesso settimanalmente in sette edizioni dal 1981 al 1989 da Rai 1.

## Storia del programma
Quark, come indica il sottotitolo, fu concepito come una serie di "viaggi nel mondo della scienza" in cui ogni puntata avrebbe dovuto trattare un tema con l'ausilio di tre diversi servizi. Lo scopo, nelle parole di Angela, era di "riuscire a spiegare le cose più complesse nel modo più semplice", servendosi anche della collaborazione degli animatori Eligio Brandolini e Italo Burrascano (che avevano già lavorato nei precedenti programmi di Angela) e di servizi realizzati interamente in animazione da Bruno Bozzetto. Angela spiegò che il titolo deriva dall'omonima particella costituente fondamentale della materia, affermando che "è un po' un andare dentro le cose".
Il programma, che iniziò il 18 marzo 1981, andò in onda per 18 puntate trasmesse nella seconda serata del mercoledì su Rete 1 fino al 5 agosto ottenendo uno straordinario e inaspettato successo di pubblico: la prima puntata fu vista da oltre 9 milioni di spettatori, mentre l'intera edizione fu seguita da una media di 7,5 milioni di spettatori con punte di quasi 10 milioni. Dal 12 agosto al 2 settembre Quark fu sostituito da Quark speciale, il primo dei numerosi programmi derivati da esso e dedicato prevalentemente alla trasmissione di documentari naturalistici di produzione estera.
Dopo altre tre edizioni trasmesse in modalità analoghe alla prima, nel 1985 Quark subì un rinnovamento: pur restando sostanzialmente invariato nella formula (salvo per l'aggiunta di un servizio di candid camera che testava degli esperimenti su persone comuni), il programma vide il cambiamento dei membri principali del cast tecnico e poté contare su un nuovo impianto scenico ideato da Renzo Piano. Inoltre fu spostato in prima serata, andando in onda dal 21 maggio al 5 novembre in due tranche intervallate, nei mesi estivi, da Quark speciale. La stessa cosa accadde con la sesta edizione trasmessa nel 1987 (nel 1986 il programma non andò in onda per fare spazio allo spin-off Quark economia), mentre per la settima e ultima edizione, trasmessa dal 24 novembre 1988 al 26 gennaio 1989, Quark fu spostato nuovamente in seconda serata. In seguito Quark fu definitivamente sostituito da programmi derivati come Quark speciale, Serata Quark e, dal 1995, Superquark.

## Edizioni
| Edizione | Periodo          | Periodo           | Puntate | Regia              |
| -------- | ---------------- | ----------------- | ------- | ------------------ |
| 1ª       | 18 marzo 1981    | 5 agosto 1981     | 18      | Lorenzo Pinna      |
| 2ª       | 17 marzo 1982    | 30 giugno 1982    | 16      | Lorenzo Pinna      |
| 3ª       | 22 marzo 1983    | 7 giugno 1983     | 11      | Lorenzo Pinna      |
| 4ª       | 27 marzo 1984    | 24 luglio 1984    | 16      | Lorenzo Pinna      |
| 5ª       | 21 maggio 1985   | 5 novembre 1985   | 14      | Rosalba Costantini |
| 6ª       | 16 giugno 1987   | 22 settembre 1987 | 11      | Rosalba Costantini |
| 7ª       | 24 novembre 1988 | 26 gennaio 1989   | 10      | Rosalba Costantini |

## Sigla
Come quasi tutti i programmi presentati da Angela, sigla di Quark è l'aria dalla suite n° 3 in re maggiore di Johann Sebastian Bach nella versione eseguita dal gruppo The Swingle Singers e pubblicata nel loro album d'esordio del 1963 Jazz Sébastien Bach.

## Spin off
Quark è stato il capostipite di un'intera famiglia di trasmissioni nate nel corso degli anni, da Il mondo di Quark (in onda quotidianamente nel primo pomeriggio di Rai 1 negli anni '80 e '90) fino ad arrivare a Superquark, programma di maggiore durata trasmesso fino al 2022.
- Dal 27 febbraio 1984 è andato in onda tutti i giorni alle ore 14 circa Il mondo di Quark, un contenitore di documentari antropologici, girati in tutto il mondo, dedicati alla vita quotidiana di alcune comunità che, a contatto con la civiltà industriale e tecnologica, rischiano l'estinzione. Ad essi si sono aggiunti documentari naturalistici, introdotti in studio da Piero Angela.[10]
- Dal 15 ottobre 1986 il programma ha allargato il suo ambito di interesse prima con la rubrica Quark economia (14 puntate) e poi con Quark Europa (9 puntate).
- Il 26 gennaio 1988 ha avuto inizio Quark in pillole, una serie di brevi filmati educativi: documentari, cartoni animati sull'educazione civica, la prevenzione sanitaria e l'ambiente, trasmessi in orari diversi nel corso della giornata.
- Nel 1988 viene trasmesso Quark italiani, con una serie di circa cinquanta documentari sulla natura di autori italiani.
- Nel 1992 va in onda un ciclo Quark Speciale con 12 serate nelle quali viene proposta la serie Le sfide della vita di David Attenborough prodotta dalla BBC.[11]
- Il 16 aprile 1993 ha preso il via Enciclopedia di Quark, una serie di numeri monografici dedicati a varie discipline: antropologia, psicologia, fisica, biologia e genetica.
- Nel 1994 venne trasmesso in prima serata il programma in sei puntate Serata Quark.
- Nel 1995 nasce SuperQuark, con durata di due ore anziché una, che dal 1998 trasmette anche documentari americani del National Geographic.
- Dal 2001 va in onda Quark atlante - Immagini dal pianeta, programma contenitore di documentari naturalistici originato da Quark.

## La rivista
Il programma ha ispirato una omonima rivista pubblicata dal 2001 al 2006 per 71 numeri e aveva come supervisore Piero Angela. La rivista analizzava vari aspetti scientifici (antropologia, biologia, nuove tecnologie, genetica, astronomia ecc.) e aveva più di 200 pagine a numero.